# Honda Insight

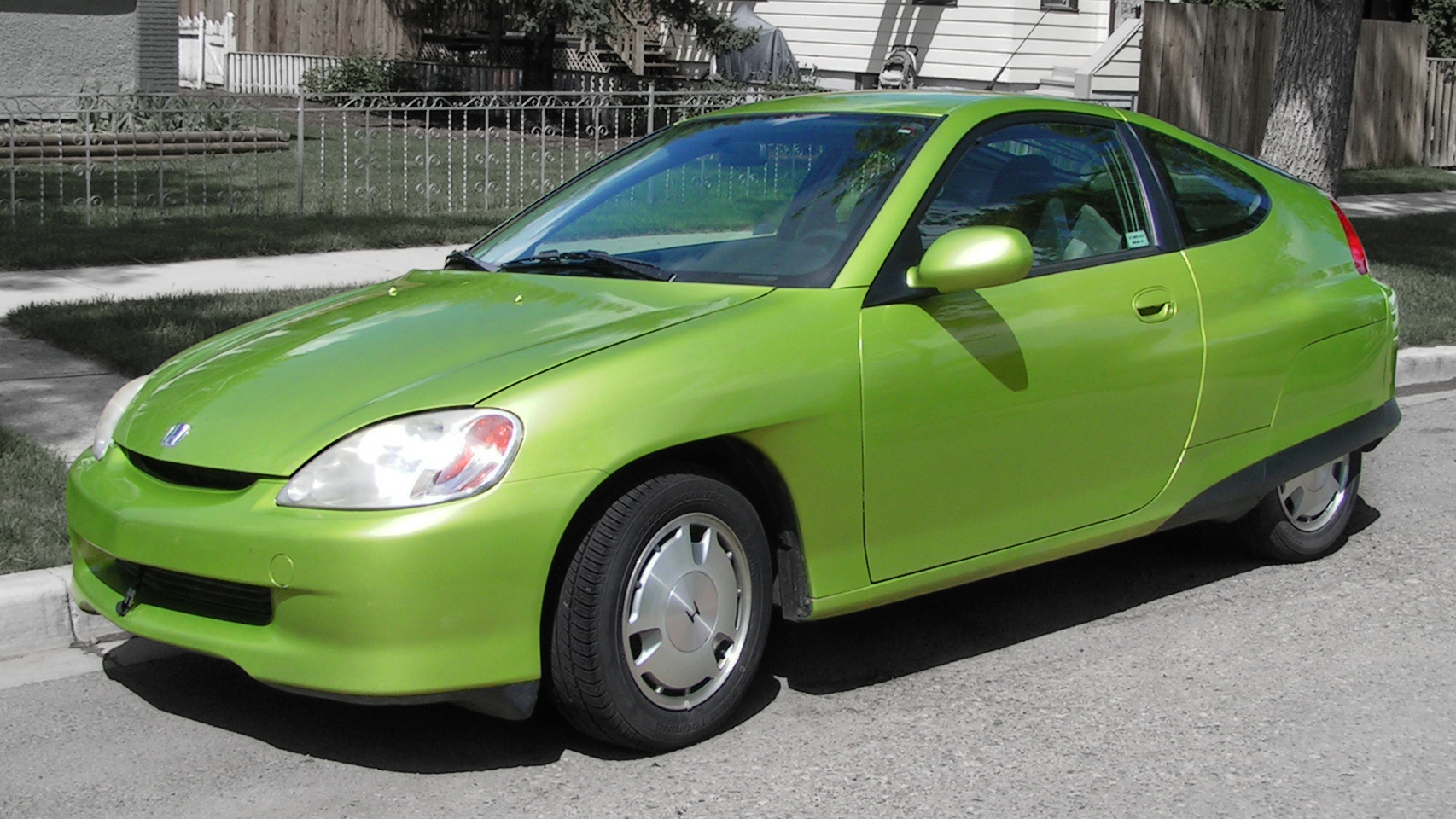
Honda Insight I

Honda Insight je osobní automobil s hybridním pohonem vyráběným japonským koncernem Honda.
V současnosti se vyrábí 2. generace automobilu.

## Honda Insight I
Honda Insight I byla představena na tokijském autosalónu v roce 1999 dva roky po premiéře svého největšího konkurenta Toyoty Prius a modelu Hondy J-VX. 
Automobil se dodával pouze do Spojených států, Japonska a do Kanady.  

## Honda Insight II

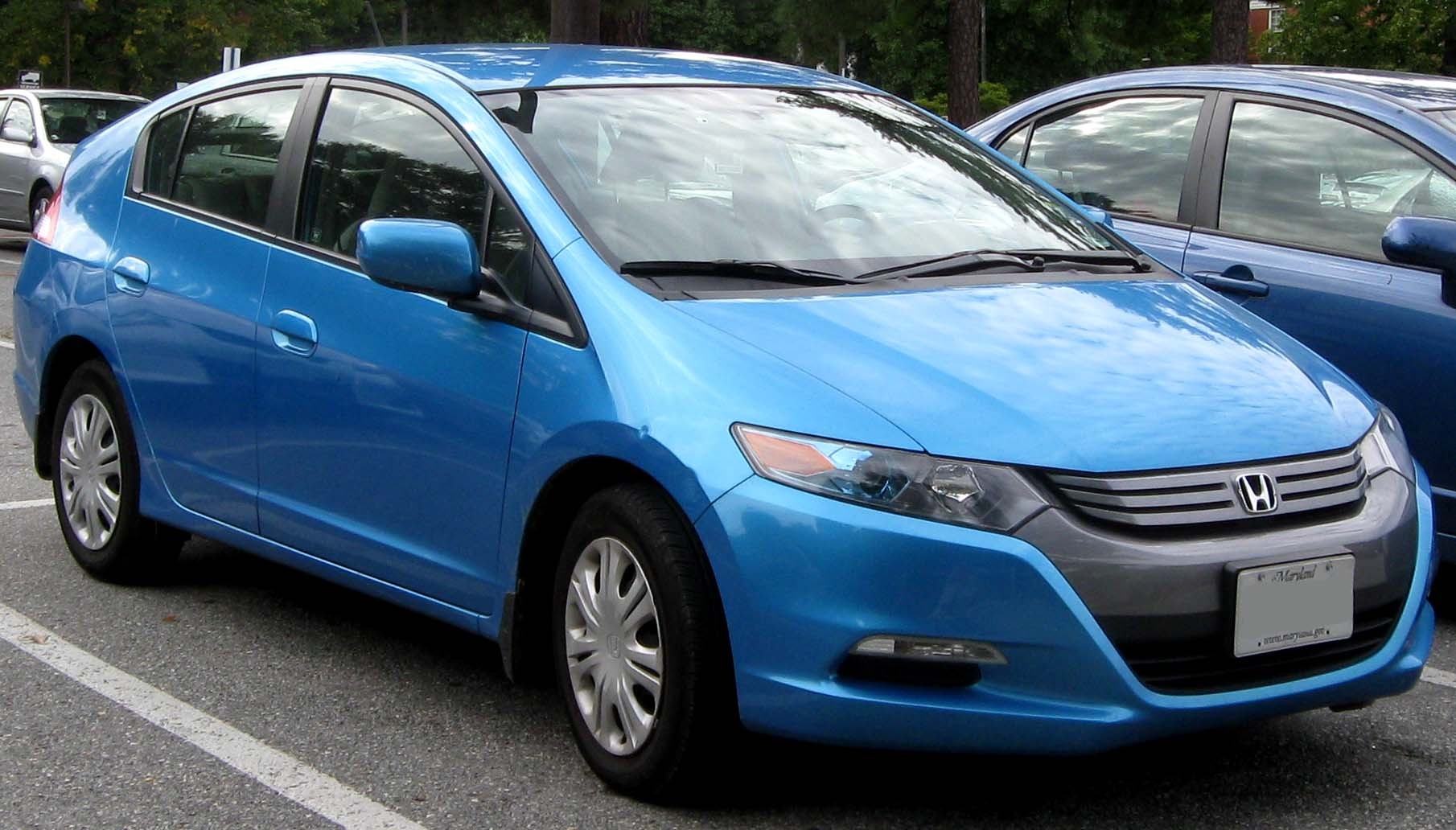
Honda Insight II před faceliftem

Honda Insight II byla představena jako koncept v roce 2008 na autosalonu v Paříži. Sériová verze, představená roku 2009 v Los Angeles, byla potom podobná konkurenčnímu modelu Prius od Toyoty. V současnosti je Insight nejlevnějším vozidlem s hybridním pohonem. Od roku 2011 se prodává s drobnými změnami, především v oblasti zavěšení kol. 

### Motor
Vozidlo je vybaveno benzínovým motorem o objemu 1339 cm3 a síle 65 kW (88 k) a elektrickým motorem o síle  10 kW (14 k). Maximální rychlost vozu je 182 km/h.